# Droit colonial japonais
Le droit colonial japonais est le droit pratiqué historiquement dans l'empire du Japon. Ce droit colonial a procédé à l'intégration en son sein des pratiques juridiques locales, dès lors caractérisées comme « coutumes ». Dans le Mandchoukouo, le droit japonais a aussi joué un rôle colonial à travers sa pénétration profonde de l'organisation juridique locale.

## Appréhension des ordres juridiques locaux
Les agents de la transformation du droit japonais inspirée du droit européen moderne ont aussi reçu le concept de coutume, qui a joué un rôle crucial dans les traditions européennes pour la conceptualisation d'ordres juridiques fondés en théorie sur une culture nationale. Les juristes et bureaucrates japonais ont ainsi intégré l'idée de la coutume comme ancêtre du droit étatique, destinée à nourrir ce dernier à travers le processus de codification. Cette philosophie de la coutume a non seulement joué un rôle dans les transformations de la tradition juridique japonaise en métropole, mais a aussi façonné les manières dont les colonisateurs japonais ont appréhendé l'administration judiciaire des sociétés subjuguées. En effet, les ordres juridiques autochtones sous l'empire japonais ont fait l'objet d'études et de réflexions qui les caractérisaient comme des « coutumes » destinées à s'intégrer et à s'articuler au sein du Japon. Ainsi, à Taïwan et en Corée, des écoles de droit et des tribunaux furent créés afin d'administrer une justice et un droit japonais fondé sur une appréhension particulière des « coutumes locales ».

## Par pays

### Corée

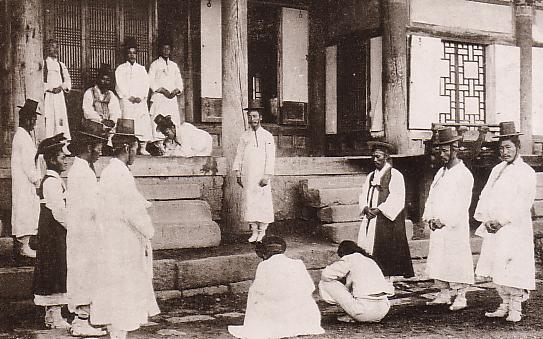
Photographie d'un tribunal coutumier coréen tirée d'un livre d'histoire japonais.

En Corée pendant la colonisation japonaise, un ordre judiciaire « coutumier » fut mis en place, et des tentatives de mise en système et d'élucidation d'un droit coutumier coréen furent élaborées par les pouvoirs japonais. Les femmes coréennes y étaient confrontées à la fois à la domination coloniale et au patriarcat, également présent dans la société coréenne. Elles ont souvent fait recours aux tribunaux coloniaux pour déjouer la domination masculine autochtone.

### Taïwan

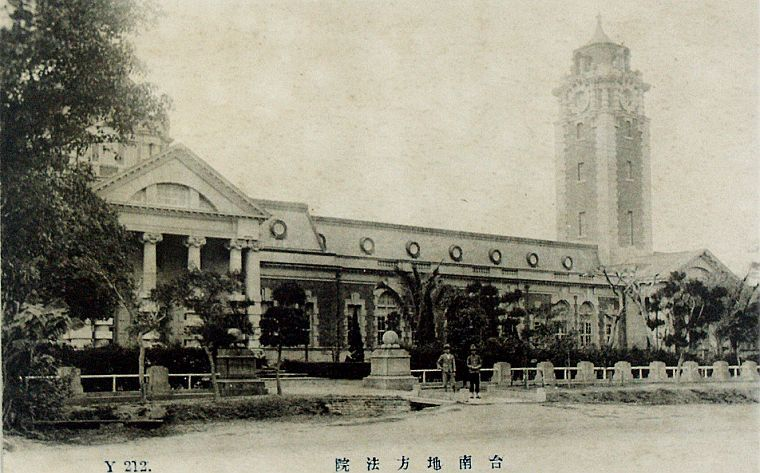
Le tribunal colonial de Tainan, construit en 1912, aujourd'hui devenu le.

À Taïwan, les colonisateurs japonais ont tenté de reconstruire le « droit administratif de l'empire Qing ». Cette entreprise de cristallisation et de rationalisation des « anciennes coutumes taïwanaises » s'est appuyée en partie, comme dans d'autres projets d'acculturation juridique coloniale, sur des considérations morales et politiques concernant la condition féminine dans la société colonisée.
Les travaux japonais d'anthropologie juridique de l'époque coloniale sont aujourd'hui réutilisés dans certains nationalismes taïwanais, par opposition aux Chinois Han vivant sur l'île.
Le système hoko (en) permet de créer des relais de police locaux pour faire appliquer les lois japonaises à Taïwan.
C'est à partir du droit colonial japonais que le droit taïwanais a été remodelé sur l'exemple des codifications européennes du XIXe siècle. Ainsi le Japon a importé le droit des biens et du commerce européen.

### Mandchourie

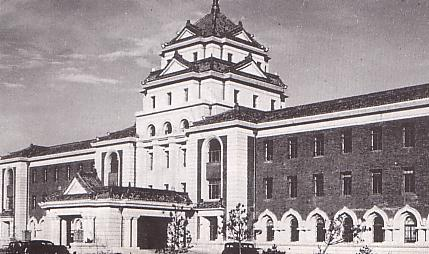
Ministère de la Justice du Mandchoukuo.

Dans le Mandchoukouo, une classe de juristes chinois s'est constituée, en partie à travers l'école de droit qui y fut fondée. Le discours de la modernisation du droit jouait un rôle central dans la légitimation du projet national, mais sous une modalité particulière : le modèle du droit japonais était érigé en modèle par rapport auquel la culture juridique locale était caractérisée comme en retard. Le juriste japonais Suehiro Izutarō (de) y a mené plusieurs grandes enquêtes sur les « coutumes » mandchoues dont il a publié les résultats dans des manuels à destination de l'administration japonaise.